# Sofjino (rejon smoleński)
Sofjino (ros. Софьино) – wieś (ros. деревня, trb. dieriewnia) w zachodniej Rosji, w osiedlu wiejskim Chochłowskoje rejonu smoleńskiego w obwodzie smoleńskim.

## Geografia
Miejscowość położona jest nad rzeką Łubnia, przy drodze federalnej R135 (Smoleńsk – Krasnyj – Gusino), 4 km od drogi federalnej R120 (Orzeł – Briańsk – Smoleńsk – Witebsk), 16 km od drogi magistralnej M1 «Białoruś», 3 km od centrum administracyjnego osiedla wiejskiego (Chochłowo), 14 km od Smoleńska, 8,5 km od najbliższej stacji kolejowej (Gniezdowo).
W granicach miejscowości znajdują się ulice: Cwietocznaja, Drużnaja, Jamskaja, Kalinina, Nikolskaja, Nikolskij pierieułok, Piesocznaja, Radużnaja, Sołniecznaja, Tichaja, Udacznaja, Wiesiennaja, Wiesiołaja, Woskriesienskaja.

## Demografia
W 2010 r. miejscowość zamieszkiwało 21 osób.